# Liste der Countys in Pennsylvania
| Der US-amerikanische Bundesstaat Pennsylvania ist in 67 Countys unterteilt. Die offizielle Abkürzung des Staates Pennsylvania lautet PA, der FIPS-Code ist 42. | Erie Warren McKean Potter Tioga Bradford Sus- quehanna Wayne Pike Monroe North- ampton Bucks Mont- gomery Phila- delphia Dela- ware Chester Lancaster York Adams Franklin Fulton Bedford Somerset Fayette Greene Washington Allegheny Beaver Law- rence Mercer Crawford Venango Forest Elk Came- ron Clinton Lycoming Sullivan Wyoming Lacka- wanna Luzerne Carbon Lehigh Berks Lebanon Dau- phin Cumber- land Perry Juniata Mifflin Hun- ting- don Blair Cam- bria Indiana Westmoreland Arm- strong Butler Clarion Jeffer- son Clearfield Centre Union Snyder North- umber- land Mon- tour Co- lum- bia Schuylkill |

- Adams County
- Allegheny County
- Armstrong County
- Beaver County
- Bedford County
- Berks County
- Blair County
- Bradford County
- Bucks County
- Butler County
- Cambria County
- Cameron County
- Carbon County
- Centre County
- Chester County
- Clarion County
- Clearfield County
- Clinton County
- Columbia County
- Crawford County
- Cumberland County
- Dauphin County
- Delaware County
- Elk County
- Erie County
- Fayette County
- Forest County
- Franklin County
- Fulton County
- Greene County
- Huntingdon County
- Indiana County
- Jefferson County
- Juniata County
- Lackawanna County
- Lancaster County
- Lawrence County
- Lebanon County
- Lehigh County
- Luzerne County
- Lycoming County
- McKean County
- Mercer County
- Mifflin County
- Monroe County
- Montgomery County
- Montour County
- Northampton County
- Northumberland County
- Perry County
- Philadelphia County
- Pike County
- Potter County
- Schuylkill County
- Snyder County
- Somerset County
- Sullivan County
- Susquehanna County
- Tioga County
- Union County
- Venango County
- Warren County
- Washington County
- Wayne County
- Westmoreland County
- Wyoming County
- York County